# 斎藤明
斎藤 明（さいとう あきら、1933年（昭和8年）9月30日 - 2013年（平成25年）6月13日）は、日本の実業家。毎日新聞社代表取締役社長、会長を歴任した。

## 来歴
横浜正金銀行に勤務していた父親の仕事の関係で上海に生まれる。その後、第二次世界大戦が始まるまでの間をパリで過ごす。都立日比谷高校、東京大学文学部卒業。大学では西洋史を専攻した。
1959年、毎日新聞社に入社。横浜支局、社会部、政治部に勤務。1971年-1975年、ワシントン支局に駐在。1979年、政治部副部長時代に連載記事『転換期の安保』にてサントリー学芸賞を受賞。政治部長や論説委員長、主筆兼東京本社編集局長、専務を経て、1998年6月、代表取締役社長に就任。2003年5月、毎日新聞記者によるアンマン空港爆発事件が発生。2004年1月には毎日新聞社長監禁事件で監禁された。2004年6月、会長に就任。2005年6月、会長を退き相談役に就任。
2013年6月13日、腎細胞癌のため死去。79歳没。墓所は多磨霊園。

## 発言
「毎日新聞社長監禁事件」におけるコメント
- 「今回、初めて犯罪の被害者となり、被害者の立場のつらさ、人権の重さを、文字通り身にしみて感じております」
- 「できうるなら私と私の家族の人権は守らせていただきたい」
- 「一部の週刊誌は、興味本位に私の人権や名誉を顧みない内容の問い合わせをしてきています。それがそのまま記事として公表されるかどうかはわかりませんが、同じ報道に携わる者として悲しい限りです」

アンマン空港爆発事件
- 2003年5月7日、現場となった空港を訪れ

「おわび、お見舞いのために来ました。ここで警備員が亡くなり、そのおかげで多くの人が助かった。ヨルダン国民に深くおわびしたい」

## 家族・親族
- 父・保義（銀行家・元東京銀行監査役[4]）
- 妻・富佐子（実業家嶺駒夫（元昭和製袋工業社長）の長女、実業家・政治家櫻内幸雄（元大蔵大臣）の孫、実業家・政治家櫻内義雄（元衆議院議長）の姪[4]）
  - 妻の妹・貴代子（政治家福田康夫（元総理大臣）の妻[5]）
- 次姉・美津子（国際基督教大学名誉教授）
  - 姉の夫・福永一臣（元衆議院議員）
  - 甥・福永浩介（元人吉市長）
- 長姉・美代子（井上孝の妻）
- 三姉・良子（福田歓一の妻）
- 弟・洋（薬学者、東京大学名誉教授）
- 長妹・恵子（竹内昭夫の妻）
- 末妹・愛子（前田庸の妻）